# حازم الزهراني
حازم الزهراني (بالإنجليزية: Hazim Al-Zahrani)‏؛ مواليد 23 أبريل 1999 في السعودية، هو لاعب كرة قدم سعودي يلعب في نادي الصفا.

## برنامج الابتعاث الخارجي
انضم لبرنامج الابتعاث السعودي لكرة القدم 2019 مع مجموعة من اللاعبين للابتعاث الخارجي لاكتساب الخبرات والمشاركة أمام فرق من مختلف الدرجات في إسبانيا وغيرها من الدول الأوروبية.

## عودته من الابتعاث
عاد بعد إنتهاء الابتعاث إلى نادي الاتحاد في صيف 2020 و أعير إلى نادي الخليج ونادي أحد ولعب بعدها مع نادي الصفا.

## وصلات خارجية
- حازم الزهراني على موقع قاعدة بيانات كرة القدم.إي يو (الإنجليزية)
- حازم الزهراني على موقع Soccerway.com (الإنجليزية)
- حازم الزهراني على موقع كووورة